# Alegia
Alegia è un comune spagnolo di 1 583 abitanti situato nella comunità autonoma dei Paesi Baschi.